# Sam Houston National Forest

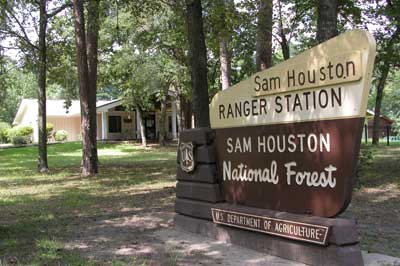
Ranger Station Schild

Der Sam Houston National Forest ist ein Nationalforst, etwa 80 km nördlich von Houston im US-Bundesstaat Texas. Der 1933 ausgewiesene Forst bedeckt eine Fläche von 659,73 km² und dehnt sich aus über die Countys Montgomery, San Jacinto und Walker. Der Sam Houston National Forest wird in Texas, neben dem Angelina National Forest, dem Davy Crockett National Forest und dem Sabine National Forest, vom United States Forest Service mit Sitz in Lufkin verwaltet.
Der Forst wurde zu Ehren des Politikers und Generals Sam Houston benannt, einer Schlüsselfigur in der Geschichte des Bundesstaates Texas.